# Entodon pallidisetus
Entodon pallidisetus là một loài Rêu trong họ Entodontaceae. Loài này được Mitt. mô tả khoa học đầu tiên năm 1869.